# Slowakische Badmintonmeisterschaft 1983
Die Slowakische Badmintonmeisterschaft 1983 war die 17. offizielle Auflage der Titelkämpfe im Badminton in der Slowakei. Sie fand vom 19. bis zum 20. Februar 1983 in Košice statt.

## Medaillengewinner
| Disziplin    | Gold                             | Silber                       | Bronze                            |
| ------------ | -------------------------------- | ---------------------------- | --------------------------------- |
| Herreneinzel | Ľubomír Čechovský                | Vladimír Vaško               | Dušan Mošon                       |
| Herreneinzel | Ľubomír Čechovský                | Vladimír Vaško               | Igor Novák                        |
| Dameneinzel  | Eva Matyusová                    | Svetlana Mydlíková           | Viera Krnáčová                    |
| Dameneinzel  | Eva Matyusová                    | Svetlana Mydlíková           | Katarína Auerová                  |
| Herrendoppel | Ján Konečný Ľubomír Čechovský    | Michal Kusko Jozef Žuffa     | Dušan Šimek Igor Novák            |
| Herrendoppel | Ján Konečný Ľubomír Čechovský    | Michal Kusko Jozef Žuffa     | Alojz Keníž Štefan Vaško          |
| Damendoppel  | Svetlana Mydlíková Eva Matyusová | Mária Zamborová Ľuba Sliacka | Katarína Rosinová Jana Šimková    |
| Damendoppel  | Svetlana Mydlíková Eva Matyusová | Mária Zamborová Ľuba Sliacka | Viera Krnáčová Katarína Auerová   |
| Mixed        | Dušan Mošon Eva Matyusová        | Alojz Keníž Mária Zamborová  | Jaroslav Kozák Svetlana Mydlíková |
| Mixed        | Dušan Mošon Eva Matyusová        | Alojz Keníž Mária Zamborová  | Vladimír Vaško Anna Širillová     |